# Upper Huia Reservoir
Das Upper Huia Reservoir ist ein Stausee im Waitākere Ward des Auckland Council auf der Nordinsel von Neuseeland.

## Geographie
Das Upper Huia Reservoir, das mit anderen Reservoirs in der Gegend der Trinkwasserversorgung von Auckland und seiner Region dient, befindet sich rund 6 km östlich der Küste zur Tasmansee, rund 7 km nördlich des Manukau Entrance, der zum Manukau Harbour führt und rund 14 km westsüdwestlich von New Lynn entfernt, einem südwestlich liegenden Stadtteil der Stadt Auckland.
Der rund 18 Hektar große See besitzt vom Absperrbauwerk gesehen zwei Arme, wobei der eine Arm rund 880 m nach Norden reicht und der andere Arm mit einer großen Windung rund 1,1 km nach Westsüdwesten zeigt. Über die beiden Arme hinweg erstreckt sich der Stausee über eine Länge von rund 1,7 km und besitzt an seiner breitesten Stelle eine Ausdehnung von rund 210 m. Die gesamte Uferlänge des Sees kommt auf rund 5,7 km. Die tiefste Stelle des Sees wurde mit 33,1 m ermittelt.
Gespeist wird das Upper Huia Reservoir vom Huia Stream und verschiedenen Streams beidseits des Sees. Der Abfluss erfolgt ebenfalls über den Huia Stream, der nach rund 4 Flusskilometer das Lower Huia Reservoir speist.

## Absperrbauwerk
Das Absperrbauwerk wurde 1929 über eine Konstruktion als Gewichtsstaumauer aus Beton fertiggestellt, besitzt eine Kronenlänge von 166 m und ragt über 36 m in die Höhe. Der Überlauf des Staudamms befindet sich in der Mitte des Bauwerks.

## Trinkwasserversorgung
Die Stauseen Upper Huia Reservoir, Lower Huia Reservoir, Upper Nihotupu Reservoir und Lower Nihotupu Reservoirs machen fast 20 % der Wasserversorgung von Auckland aus. Der Wasserstand des Sees variierte im Jahr 2008 über das Jahr hin um 8,1 m.

## Wanderweg
Vom Absperrbauwerk aus, an dem die Huia Dam Road endet, führt der Wanderweg des Upper Huia Dam Track an der Ostseite des Sees nach Norden und verlässt den Stausee an seiner Nordseite in Richtung der Piha Road, wo der Weg endet.